# Ballana plena
Ballana plena är en insektsart som beskrevs av Delong 1937. Ballana plena ingår i släktet Ballana och familjen dvärgstritar. Inga underarter finns listade i Catalogue of Life.